# Cornelia Fausta
Cornelia Fausta (* vor 86 v. Chr.), auch: Fausta Cornelia, war eine Tochter des römischen Diktators Lucius Cornelius Sulla Felix und dessen Frau Caecilia Metella.
Sie wurde zusammen mit ihrem Zwillingsbruder Faustus Cornelius Sulla von Sulla nach seinem herausragenden Glück benannt, wurde aber nach dessen Tod von seinem Testamentsvollstrecker Lucius Licinius Lucullus aufgezogen. Fausta war mit Gaius Memmius verheiratet, von dem sie 55 oder 54 v. Chr. geschieden wurde; aus der Ehe hatte sie einen Sohn, der wie sein Vater Gaius Memmius hieß und vermutlich mit dem Suffektkonsul 34 v. Chr. zu identifizieren ist. Cornelia Fausta heiratete 54 v. Chr. den damaligen Prätor Titus Annius Milo.
Fausta war in der patriarchalen römischen Gesellschaft für ihre „Sittenlosigkeit“, d. h. wohl ihre sexuelle Freizügigkeit, verrufen. Unter anderem wurde ihr ein Verhältnis mit dem Geschichtsschreiber Sallust nachgesagt, wie Varro überliefert.